# Cal Xima
Cal Xima és una masia situada al municipi de Llobera, a la comarca catalana del Solsonès.